# Antistathmoptera
Antistathmoptera este un gen de molii din familia Saturniidae. 

## Specii
- Antistathmoptera daltonae Tams, 1935
- Antistathmoptera granti Bouyer, 2006